# Fingerspil
 Fingerspil  er spil med fingrene på en guitar, bruges især om den akkompagnementsform, hvor man spiller strengene med fingrene en ad gangen i stedet for at slå hele akkorden an, det modsvarer klaverspillets brudte akkord. Kaldes også arpeggio, betyder harpeagtigt, da det kan lyde som harpespil. 
En moderne form for fingerspil kaldes fingerpicking.